# 나의 아름다운 이발소
《나의 아름다운 이발소》는 2005년 2월 18일에 MBC에서 방영한 베스트극장이다.

## 등장 인물

### 주요 인물
- 주현 : 호기의 아버지 역
- 오지호 : 호기 역
- 노현희 : 남숙 역

### 그 외 인물
- 홍순창 : 떡방앗간 주인 역
- 이두일 : 호기의 친구 역
- 박현정
- 원창연
- 이중렬
- 김희라
- 이재욱
- 진지희 : 남숙의 딸 역
- 이강빈 (아역)